# Aleksandr Kurlovič
Aleksandr Nikolaevič Kurlovič (in bielorusso Аляксандр Мікалаевіч Курловіч?; Hrodna, 28 luglio 1961 – Hrodna, 6 aprile 2018) è stato un sollevatore bielorusso che ha gareggiato in varie competizioni internazionali dapprima in rappresentanza dell'Unione Sovietica, poi della Squadra Unificata, infine della Bielorussia, e diventato due volte campione olimpico nella categoria dei pesi supermassimi. Alla sua terza partecipazione ai Giochi Olimpici, ad Atlanta 1996, ottenne il 5º posto finale nella stessa categoria.
Nel 2006 è stato inserito nella Hall of Fame della Federazione Internazionale di Sollevamento Pesi.

## Carriera
Kurlovič ha realizzato dodici record del mondo nel sollevamento pesi. Solo l'iraniano Behdad Salimi Kordasiabi e l'ultimo detentore del record mondiale, il georgiano Lasha Talakhadze, hanno sollevato più di 215 kg, mentre solo quattro uomini sono riusciti a raggiungere un peso maggiore di 260 kg. Il peso totale di 472,5 kg, con cui Kurlovič ha conquistato il titolo mondiale nel 1987, è stato superato solo da Talakhadze (due volte), Hossein Rezazadeh (tre volte) e il russo Alexey Lovchev, quest'ultimo poi squalificato per doping e privato del suo record.

## Palmarès
- 2 medaglie d'oro alle Olimpiadi (Seul 1988 per l'Unione Sovietica e Barcellona 1992 per la Squadra Unificata);
- 4 volte campione del mondo (1987, 1989, 1991 per l'Unione Sovietica e 1994 per la Bielorussia);
- 12 record mondiali nel corso della sua carriera di sollevatore di pesi.